# USS La Prade (DE-409)
USS La Prade (DE-409) là một tàu hộ tống khu trục lớp John C. Butler từng phục vụ cùng Hải quân Hoa Kỳ trong Chiến tranh Thế giới thứ hai. Nó là chiếc tàu chiến duy nhất của Hải quân Hoa Kỳ được đặt cái tên này, theo tên Trung úy Thủy quân Lục chiến Robert M. La Prade (1916–1943), người từng phục vụ cùng Sư đoàn 2 Thủy quân Lục chiến, đã tử trận tại Guadalcanal vào ngày 20 tháng 1, 1943 và được truy tặng Huân chương Chữ thập Hải quân. Nó đã phục vụ trong suốt Thế chiến II, được cho ngừng hoạt động sau khi xung đột chấm dứt vào năm 1946, rồi cuối cùng bị bán để tháo dỡ vào năm 1973. La Prade được tặng thưởng một Ngôi sao Chiến trận do thành tích phục vụ trong Thế Chiến II.

## Thiết kế và chế tạo
Lớp John C. Butler được thiết kế nhằm đáp ứng nhu cầu một số lượng lớn nhưng rẻ tiền của một kiểu tàu hộ tống chống tàu ngầm để hộ tống các đoàn tàu vận tải vượt đại dương. Chúng có chiều dài chung 306 foot (93,3 m), mạn tàu rộng 36 foot 10 inch (11,2 m) và mớn nước 13 foot 4 inch (4,1 m), trọng lượng choán nước tiêu chuẩn 1.350 tấn Anh (1.372 t), và lên đến 1.745 tấn Anh (1.773 t) khi đầy tải, với một thủy thủ đoàn bao gồm 14 sĩ quan và 201 thủy thủ. Con tàu được vận hành bởi hai turbine hơi nước hộp số Westinghouse; hơi nước được cung cấp bởi hai nồi hơi "D" Express, tạo ra công suất 12.000 mã lực càng (8.900 kW) và cho phép đạt được tốc độ tối đa 24 hải lý trên giờ (44 km/h; 28 mph). Nó có tầm hoạt động 6.000 hải lý (11.000 km; 6.900 mi) ở tốc độ đường trường 12 hải lý trên giờ (22 km/h; 14 mph).
Dàn vũ khí chính bao gồm hai tháp pháo 5-inch/38 caliber đa dụng nòng đơn, được dẫn đường bởi hệ thống điều khiển hỏa lực Mark 51; vũ khí phòng không gồm hai khẩu đội Bofors 40 mm L/60 nòng đôi và mười khẩu Oerlikon 20 mm nòng đơn cũng được dẫn đường bởi hệ thống Mark 51. Ngoài ba ống phóng ngư lôi 21 inch (533 mm), vũ khí chống ngầm bao gồm hai đường ray thả mìn sâu, tám máy phóng mìn sâu K-gun cùng một dàn súng cối chống ngầm Hedgehog. Con tàu được trang bị sonar kiểu QC, radar dò tìm mặt biển SL và radar dò tìm không trung SA.
La Prade được đặt lườn tại xưởng tàu của hãng Brown Shipbuilding Co. ở Houston, Texas vào ngày 18 tháng 11, 1943. Nó được hạ thủy vào ngày 31 tháng 12, 1943, được đỡ đầu bởi bà J. T. La Prade, mẹ của Trung úy La Prade, và được cho nhập biên chế cùng Hải quân Hoa Kỳ vào ngày 20 tháng 4, 1944 dưới quyền chỉ huy của Hạm trưởng, Thiếu tá Hải quân Carl Morton Fellows.

## Lịch sử hoạt động
Sau khi hoàn tất việc trang bị tại khu vực Galveston-Houston, La Prade lên đường vào ngày 7 tháng 5, 1944, cùng tàu chị em Stafford (DE-411) tiến hành chạy thử máy huấn luyện tại khu vực Bermuda. Sau khi hoàn tất công việc vào đầu tháng 6, nó quay trở lại Xưởng hải quân Boston để được sửa chữa sau chạy thử máy từ ngày 13 đến ngày 22 tháng 6, và chuẩn bị để được điều động sang khu vực Mặt trận Thái Bình Dương. Nó khởi hành từ Norfolk, Virginia vào ngày 27 tháng 6, 1944 để băng qua kênh đào Panama, và đi đến Trân Châu Cảng vào ngày 25 tháng 7, nơi nó tiếp tục huấn luyện chống tàu ngầm, hoạt động tuần tra và hộ tống tại chỗ. Lên đường đi Eniwetok vào ngày 8 tháng 9, nó tiếp tục hoạt động tuần tra và hộ tống vận tải giữa Eniwetok và Ulithi, rồi tham gia một đội đặc nhiệm tim-diệt tàu ngầm trong quá trình đổ bộ lên Palau. Sau khi chiến dịch kết thúc, nó quay trở về Eniwetok vào ngày 9 tháng 10, tiếp tục nhiệm vụ tuần tra và hộ tống vận tải.
Đang khi hộ tống chiếc tàu tuần dương hạng nặng Canberra (CA-70) bị hư hại rút lui về đảo Manus thuộc quần đảo Admiralty vào ngày 12 tháng 11, La Prade được tách ra để trợ giúp một chiếc PBM Mariner gặp trục trặc phải hạ cánh trên biển. Nó đã canh phòng tại chỗ cho đến khi bàn giao lại chiếc thủy phi cơ cho chiếc tàu tiếp liệu thủy phi cơ Onslow (AVP-48) được phái đến. Trong giai đoạn từ tháng 11, 1944 cho đến tháng 3, 1945, nó hộ tống các đoàn tàu vận tải đi lại giữa Leyte, Manus và Ulithi. Nó cũng tham gia cùng tàu tiếp liệu thủy phi cơ Casco (AVP-12) để phối hợp tấn công một tàu ngầm bỏ túi đối phương lại lối ra vào Kossol Roads ở Palau.
Rời Ulithi vào ngày 30 tháng 3 để hướng sang khu vực quần đảo Ryūkyū, La Prade hộ tống một đội tàu tiếp dầu làm nhiện vụ tiếp nhiên liệu cho Lực lượng Đặc nhiệm 58 dưới quyền Phó đô đốc Marc Mitscher, giúp cho các tàu sân bay có thể hoạt động liên tục trong chiến dịch đổ bộ lên Okinawa. Nó tiếp hỗ trợ cho hoạt động tác chiến tại đây cho đến khi hòn đảo này được tuyên bố bình định vào ngày 26 tháng 6. Con tàu tiếp tục vai trò tuần tra và hộ tống cho đến khi Nhật Bản chấp nhận đầu hàng vào ngày 15 tháng 8, giúp chấm dứt vĩnh viễn cuộc xung đột.
Tham gia vào lực lượng chiếm đóng, La Prade đi đến Sasebo, Nhật Bản vào ngày 23 tháng 9, rồi quay trở về Okinawa vào ngày 10 tháng 10. Nó khởi hành bốn ngày sau đó để quay trở về Hoa Kỳ, về đến San Diego, California vào ngày 5 tháng 11. Con tàu được cho xuất biên chế vào ngày 15 tháng 5, 1946 và được đưa về Hạm đội Dự bị Thái Bình Dương, neo đậu cùng Đội San Diego. Tên nó được cho rút khỏi danh sách Đăng bạ Hải quân vào ngày 15 tháng 1, 1972, và con tàu bị bán để tháo dỡ vào ngày 15 tháng 1, 1973.

## Phần thưởng
La Prade được tặng thưởng một Ngôi sao Chiến trận do thành tích phục vụ trong Thế Chiến II.
|             |  |  |
| Bronze star |  |  |

| Huân chương Chiến dịch Hoa Kỳ                                           |                                      |                                                |
| Huân chương Chiến dịch Châu Á-Thái Bình Dương với 1 Ngôi sao Chiến trận | Huân chương Chiến thắng Thế Chiến II | Huân chương Giải phóng Philippine (Philippine) |